# ノモノスとイミューム
ノモノスとイミュームとは、2013年に平沢進が行ったインタラクティブ・ライブである。

## セットリスト
1. SIM CITY
2. 現象の花の秘密
3. RIDE THE BLUE LIMBO
4. 達人の山
5. Astro-Ho! Phase-7
6. 華の影
7. 空転G
8. 脳動説
9. DUSToidよ歩行は快適か？
10. 盗人ザリネロ
11. WORLD CELL
12. 冠毛種子の大群
13. Amputeeガーベラ
14. 侵入者
15. 幽霊船
16. 現象の花の秘密-E

### アンコール
1. ガーベラ
2. Aria

### ボーナス・トラック
1. Caravan
2. 課題が見出される庭園
3. その他、エンディング2種